# Леонид Устьнедумский
Леонид Устьнедумский (1551 — 17 (27) июля 1654) — иеромонах Русской церкви. Канонизирован в лике преподобного. Память — 17 (30) июля и 8 (21) октября в Соборе Вятских святых.

## Жизнеописание
Преподобный Леонид родился в 1551 году на территории современной Ярославской области, в Благовещенском приходе Шекинской (Щетинской) волости Пошехонского уезда.
Родители Леонида, Филипп и Екатерина, крестьяне, воспитали сына в православии и способствовали обучению его грамоте.
Первые 50 лет жизни будущий преподобный занимался земледелием.
В 1603 году во сне Леониду явилась Богоматерь и повелела идти в Моржевскую Николаевскую пустынь на Двине, взять оттуда её образ Одигитрии, перенести в устюжские пределы (Великий Устюг) в Усольский уезд на Лузу к Туриной горе, построить в честь неё храм и жить там до смерти.
Преподобный Леонид принял откровение за сон, однако оставил свои занятия и ушёл в Кожеозерский монастырь на Лопском острове.
В течение года (по некоторым данным, трёх лет) он жил там со сподвижником Никодимом, пришедшим из Москвы, под руководством опытного старца Серапиона.
После повторения откровения во сне Леонид отправился по Онеге на Соловки для поклонения мощам преподобных Зосимы и Савватия. Там он прожил ещё три года.
После того как сновидение повторилось в третий раз, преподобный Леонид, взяв благословение у игумена, ушёл в Моржевскую пустынь, там трудился целый год, не рассказывая, однако, никому об откровении.
Там же явление старцу повторилось вновь, причём на этот раз Богоматерь указала ему конкретное место, из которого тому следовало забрать Одигитрию. Леонид сообщил о своём видении игумену с братией, получил от него сам образ и пошёл с ним на реку Лузу к Туриной горе.
Обосновавшись в 80 вёрстах от Устюга, при устье реки Якушицы, у церкви Воскресения Христова, построил небольшую хижину. Это место мало подходило для строительства храма из-за сильной заболоченности, к тому же вскоре он был изгнан местными жителями.
Скитаясь лесом по берегу Лузы, Леонид встретил зажиточного крестьянина Никиту Назарова, который, узнав обо всех обстоятельствах, отдал место, где произошла их встреча, под храм.
Здесь старец построил себе келью и постепенно снискал уважение окрестных богомольцев, построивших для помещения иконы часовню.
Блаженный Леонид отправился в Ростов к митрополиту Филарету за благословением на постройку храма. Филарет благословил строительство, а также удостоил Леонида сана священника и выдал антиминс для освящения церкви.
17 (27) февраля 1608 года храм был воздвигнут и освящён во имя Введения во храм Пресвятой Богородицы с перенесением иконы Одигитрии из часовни.
Для строительства обители преподобный, несмотря на возраст, решил осушить болотистое место. Проводя работы по осушению, сильно страдал от зноя и укусов насекомых; кроме того, был ужален змеёй, но остался жив. Так как место строившейся обители подтоплялось весной от разлива Лузы, было принято решение построить обитель вблизи на мысе Чёрного озера.
Новый храм 23 мая (2 июня) 1652 (7160 от сотворения мира) года освящён во имя Введения во храм Пресвятой Богородицы с приделом великомученицы Параскевы-Пятницы. В новый храм из монастыря была торжественно перенесена чудотворная икона Одигитрии.
Скончался 17 (27) июля 1654 года.

## Канонизация и почитание
3 февраля 2016 года решением Архиерейского собора Русской православной церкви был канонизирован для общецерковного почитания.
В феврале — марте 2018 года по благословению патриарха Московского и всея Руси Кирилла на территории церкви в честь Введения во храм Пресвятой Богородицы деревни Озера Лузского района Кировской области проводились археологические работы, целью которых было обретение мощей преподобного Леонида Устьнедумского. 18 июня 2019 года патриарх Кирилл благословил почитание мощей преподобного Леонида.